# Bertrange, Luxemburg (kommun)
Kommunen Bertrange (franska: Commune de Bertrange, luxemburgiska: Gemeng Bartreng, tyska: Gemeinde Bartringen) är en kommun i kantonen Luxemburg i sydvästra Luxemburg. Kommunen har 8 530 invånare (2022), på en yta av 17,39 km². Den utgörs av huvudorten Bertrange med omgivande landsbygd.